# Koky Salgado
Jorge Ernesto Salgado Salazar (Lima, 11 de junio de 1956), más conocido como Koky Salgado, es un locutor de radio peruano. Alcanzó la popularidad por ser el conductor del programa radial La hora del lonchecito de la emisora peruana Radio La Inolvidable.

## Biografía
Jorge Ernesto Salgado Salazar nació el 11 de junio de 1956 en Lima.[cita requerida] Es el hijo del fallecido locutor peruano Wilmer Salgado Bedoya, fundador de la emisora peruana Radiomar.[cita requerida]
Comenzó su carrera como locutor radial a la edad de diecisiete años en el año 1973, inicialmente para colaborar con su padre en algunos proyectos. Pero fue en el año 1976 cuando fue parte de la elaboración del programa musical La hora del lonchecito, aquella que lo llevaría años más tarde al estrellato. Inicialmente, el dicho espacio fue transmitido por la dicha emisora local, en la cual Salgado participaba en la conducción los fines de semana, compartiendo el rol junto al comediante peruano Román Gámez, alias «el tío Ronco».
Gracias a ello, le ha permitido a participar como asistente de producción del programa humorístico Ronco de noche para el canal Panamericana, en la cual volvió a trabajar con Gámez entre los años 1997 y 1998. Previo a ello, contraería una relación sentimental con Ana Cecilia Hervias, con quién se casó en el año 1983 y tuvo hijos de su matrimonio.
Tras la muerte de su padre, Salgado asumió el liderazgo de La hora del lonchecito en 1999 por Radiomar, llegando a transmitir los lunes a viernes, logrando así consolidarse por varios años en la radio AM, sin embargo, no duraría mucho tiempo. En el año 2003, Salgado se muda a la nueva emisora La Inolvidable con el mismo formato, manteniéndose en la actualidad. A lo largo del tiempo, Salgado fue telonero de diferentes conciertos de artistas internacionales de la balada romántica y la nueva ola en el Perú.
Años más tarde, durante el estado de emergencia por la pandemia de COVID-19, Salgado lanzó su nuevo espacio por la misma emisora bajo el nombre de Bingo Inolvidable en 2020, basado en el juego de azar homónimo contando con artistas invitados, que se transmite los domingos, sin dejar de lado a La hora del lonchecito.
Colabora con el programa televisivo En boca de todos de América Televisión en 2021 para la elaboración de su secuencia La hora del almuercito por un tiempo limitado, siendo Salgado el presentador del formato. Al año siguiente, estrena su nuevo programa Tus mañanas inolvidables por La Inolvidable, en la cual lanzó su propia secuencia Lo que el tiempo no se llevó.

## Créditos

### Radio
| Año           | Título                   | Rol                   | Emisión              |
| ------------- | ------------------------ | --------------------- | -------------------- |
| 1976-1999     | La hora del lonchecito   | Locutor recurrente    | Radiomar             |
| 2000-2003     | La hora del lonchecito   | Locutor y presentador | Radiomar             |
| 2003-presente | La hora del lonchecito   | Locutor y presentador | Radio La Inolvidable |
| 2020-presente | Bingo Inolvidable        | Locutor y presentador | Radio La Inolvidable |
| 2022-presente | Tus mañanas inolvidables | Locutor y presentador | Radio La Inolvidable |

### Televisión
| Año       | Título                | Rol                                                | Emisión                 |
| --------- | --------------------- | -------------------------------------------------- | ----------------------- |
| 1997-1998 | Ronco de noche        | Asistente de producción                            | Panamericana Televisión |
| 1998-1999 | Risas y salsa         | Actor cómico y varios roles                        | Panamericana Televisión |
| 1999      | La hora del tío Ronco | Asistente de producción                            | Panamericana Televisión |
| 2021      | En boca de todos      | Presentador de la secuencia La hora del almuercito | América Televisión      |
| 2022      | Amor y fuego          | Invitado especial                                  | Willax Televisión       |